# Bentley (Austrália)

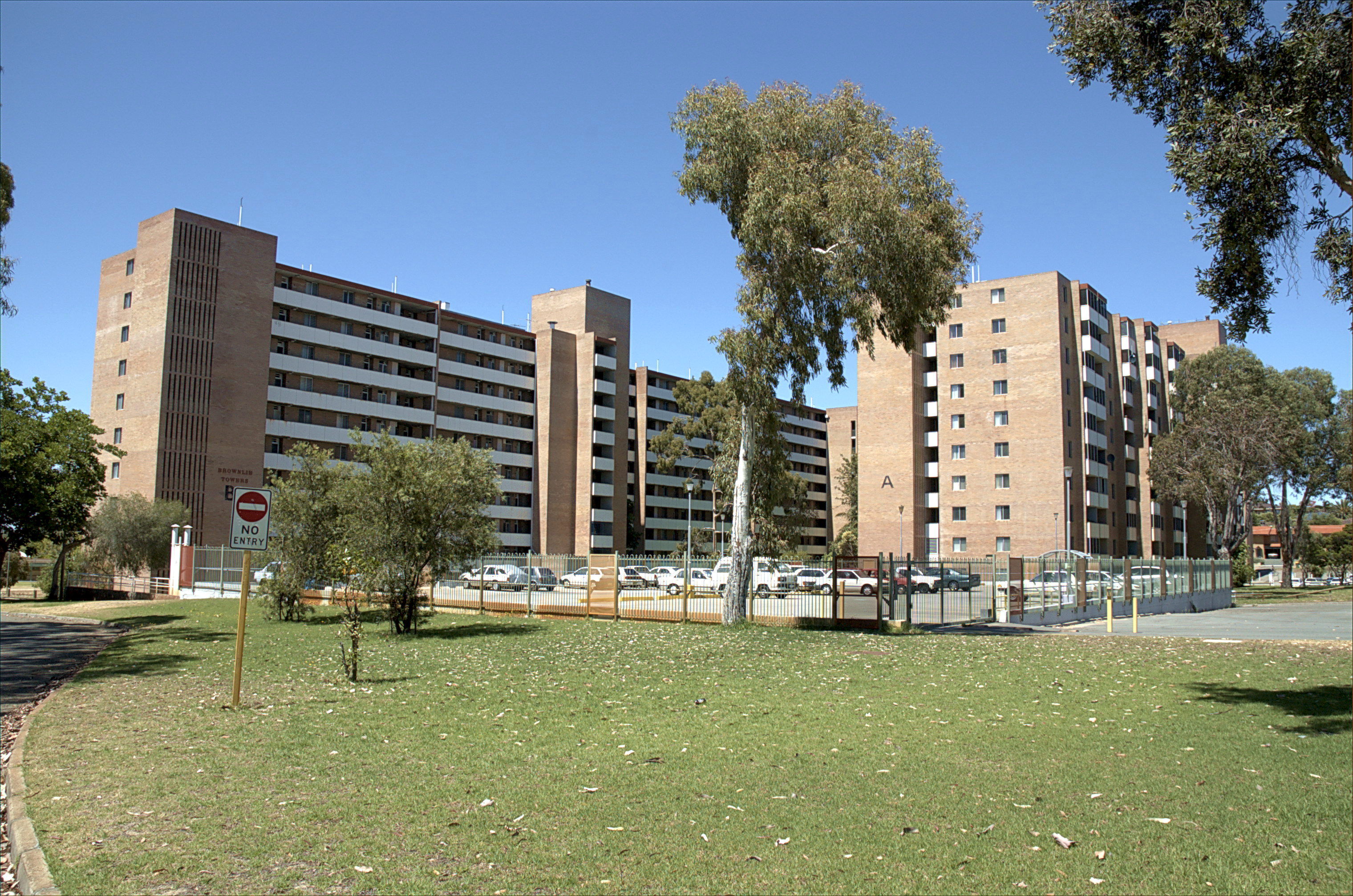

Bentley é uma subúrbio ao sul de Perth, a capital da Austrália Ocidental. Está localizada a 8 km a sudeste de Perth distrito central de negócios. Sua áreas de governo local são as da cidade Canning e a cidade de Victoria Park. Bentley é a casa do principal campus da Universidade Curtin.